# Stora Rotsjön
Stora Rotsjön är en sjö i Smedjebackens kommun i Dalarna och ingår i Norrströms huvudavrinningsområde. Sjön har en area på 0,0577 kvadratkilometer och ligger 188,2 meter över havet.

## Delavrinningsområde
Stora Rotsjön ingår i det delavrinningsområde (664796-149210) som SMHI kallar för Utloppet av Billsjön. Medelhöjden är 194 meter över havet och ytan är 10,31 kvadratkilometer. Det finns ett avrinningsområde uppströms, och räknas det in blir den ackumulerade arean 18,59 kvadratkilometer. Plågbäcken som avvattnar avrinningsområdet har biflödesordning 4, vilket innebär att vattnet flödar genom totalt 4 vattendrag innan det når havet efter 226 kilometer. Avrinningsområdet består mestadels av skog (76 procent). Avrinningsområdet har 1,92 kvadratkilometer vattenytor vilket ger det en sjöprocent på 18,6 procent.